# Bruno Vogel
Bruno Vogel (Leipzig, 29 de septiembre de 1898 - Londres, 5 de abril de 1987) fue un escritor y publicista alemán.

## Vida
En 1916 Vogel se presentó como voluntario para la I Guerra Mundial. Tras el final de la Guerra volvió a Leipzig, donde fundó el grupo Gemeinschaft Wir («Comunidad nosotros»), el capítulo local del Comité científico humanitario.
En 1923 apareció su primer artículo en el periódico Leipziger Volkszeitung. A partir de ese momento escribió para diversos periódicos, entre otros, en Besinnung und Aufbruch, glosa periodística.
En 1925 se editó su libro Es lebe der Krieg («Viva la guerra») el primer libro antibélico alemán. En 1926 fundó junto con Kurt Hiller la asociación Gruppe Revolutionärer Pazifisten («Grupo de pacifistas revolucionarios»). En 1929 fue elegido para formar parte de la dirección del Comité científico humanitario como asesor. 
En 1931 emigró a Austria y dos años después, en 1933, abandonó Austria para, a través de Suiza y Francia, instalarse en Noruega. De allí se trasladó en 1937 a África del Sur, volviendo en 1952 a Europa, instalándose hasta su muerte en 1987 en Londres.

## Es lebe der Krieg
Es lebe der Krieg («Viva la guerra»), editado en 1925 en la editorial Die Wölfe («Los lobos») de Leipzig fue el primer libro antibélico alemán. Ese mismo año se juzgó a Vogel, al editor y al ilustrador, Rüdiger Berlit. La denuncia era por blasfemia y divulgación de textos indecentes. De los 5000 ejemplares de la primera edición no se pudo aprehender ninguno, ya que todos estaban vendidos. De la segunda edición de 10 000 ejemplares, también de 1925, sólo se pudieron vender 2000 ejemplares, los restantes 8000 fueron secuestrados por la autoridad judicial. El proceso terminó en marzo de 1929 con una condena del editor y la prohibición de volver a imprimir los capítulos Der Tod des gefreiten Müller III («La muerte del cabo Müller III») y Die ohne Zukunft («Aquellos sin futuro»).

## Obra
- Es lebe der Krieg («Viva la guerra»), 1925.
- Ein Gulasch und andere Skizzen («Un gulasch y otros esbozos»), 1928.
- Alf. Berlin: Gilde freiheitlicher Bücherfreunde 1929.